# Clarah Passos
Clara Ferreira Passos conhecida como Clarah Passos (São Paulo, 25 de outubro de 2008) é uma atriz e cantora em formação que já coleciona participações em renomados espetáculos, dirigidos por grandes nomes do teatro, dança e canto brasileiro. Ficou conhecida após participar do The Voice Kids na Globo em 2021 e integrar o Time Teló.

## Biografia
Clarah Passos é filha única de Elisangela Ferreira Palácio, farmacêutica, e Marcelo Dias Passos, músico e analista de sistemas. A jovem demonstrou afinidade pela arte com apenas dois anos, em uma apresentação no teatro da escola na qual cantou, dançou e pediu palmas para a plateia. Através desse primeiro contato com o universo artístico, Clarah Passos começou a se destacar nas atividades escolares que envolviam canto e dança e desde então nunca mais se afastou da arte.

### Carreira
Aos 6 anos de idade Clarah Passos começou a demonstrar interesse pela música e iniciou as aulas de piano. Aos 9 anos de idade decidiu substituir o piano pelas aulas de teatro musical, foi quando entrou em um curso que teve a duração de seis meses e teve duas grandes apresentações.
O espetáculo E na Floresta foi sua primeira apresentação solo, na qual interpretou a personagem Cinderela para um público com mais de 700 pessoas em São Paulo, foi esse espetáculo que marcou o início da sua carreira nos palcos.
Em 2018, Clarah Passos participou do espetáculo Marias do Brasil – A nossa história transformada em fábula, em que interpretou a personagem Maria das Dúvidas, e também o espetáculo Banquete de Natal.
No mesmo ano, Clarah Passos participou do Festival Infantil de Cinema, quadro do programa Raul Gil. A jovem ficou até a final e participou de diversas apresentações.
Entre 2018 e 2019, Clarah Passos foi convidada para participar do recital Vocal Dimmer e demonstrou um grande talento pela música.
Ainda em 2019 a jovem participou do espetáculo Cadê a Criança que Tava Aqui, interpretando a personagem Luiza, e Muito Barulho por Nada, interpretando Leonora. No mesmo ano Clarah Passos também gravou a 2ª Temporada da websérie A Fuga.
Entre 2019 e 2020 Clarah Passos interpretou a personagem Manuela no Floresta Week, uma série juvenil.
No ano de 2020 Clarah Passos interpretou a Menina do Casarão, protagonista do espetáculo Achados e Perdidos. O musical ficou em cartaz entre os meses de fevereiro e março e precisou ser pausado com a chegada da pandemia.
Em abril e maio do mesmo ano Clarah Passos idealizou uma série de lives, que recebeu o nome de Caixa de Perguntas da Clarah, na qual ela entrevistou diversas personalidades do meio artístico.
Desde a chegada da pandemia, muitos projetos migraram para plataformas online e ganharam novas abordagens. Em maio a jovem participou do Monologados, um projeto online em que jovens talentos contam histórias em quatro paredes.
Em julho de 2020, Clarah Passos foi convidada para gravar "Defeito em casa”, esquetes sobre a vida na quarentena. Em agosto iniciou participação na mostra de comédia online E o quiproquó com isso?, divulgada pelo youtube, na qual atuou até abril de 2021.
Com o retorno gradual das atividades e seguindo todas as medidas preventivas, nos meses de outubro e novembro de 2020 Clarah Passos participou do espetáculo João e Maria, em São Paulo.
Em 2021 Clarah Passos participou do The Voice Kids, na TV Globo. Na audição às cegas a jovem cantou a música Ben de Michael Jackson e todos os técnicos (Michel Teló, Carlinhos Brown e Gaby Amarantos) viraram as cadeiras, o técnico escolhido foi  Michel Teló.
No mesmo ano Clarah Passos gravou o áudio livro O Diário de uma Garota Como Você, da autora Maria Inês Almeida e editora Telos. A coleção é composta por seis livros e conta a história de Francisca, uma jovem muito divertida que decide começar a escrever em um diário, que ganhou de sua tia-avó, para passar o tédio.
Além dos palcos, Clarah Passos também demonstra seu talento em diversos segmentos artísticos. Fez curso de dublagem e participou de diversas campanhas publicitárias.

## Teatro
| Ano  | Título                       | Personagem        |
| ---- | ---------------------------- | ----------------- |
| 2018 | Musical E Na Floresta        | Cinderela         |
| 2018 | Musical Marias do Brasil     | Maria das dúvidas |
| 2018 | Banquete de Natal            | Ensemble          |
| 2019 | Cadê a Criança que Tava Aqui | Luiza             |
| 2019 | Muito Barulho por Nada       | Leonora           |
| 2020 | Achados & Perdidos           | Menina do casarão |
| 2020 | João e Maria                 | Ensemble          |
| 2021 | Cadê a Criança que Tava Aqui | Luiza             |

## Discografia
| Ano  | Título         | Compositores                               |
| ---- | -------------- | ------------------------------------------ |
| 2019 | Vida de Fases' | Márcio Dias Passos e Daniela Oshiro Passos |

## Música
| Ano  | Título                             | Nota                                                   |
| ---- | ---------------------------------- | ------------------------------------------------------ |
| 2018 | João e Maria - Chico Buarque       | Apresentação Vocal - Inauguração Estúdio Sandro Sabbas |
| 2018 | A Thousand Years - Christina Perri | Apresentação Vocal Dimmer Concertos – Sandro Sabbas    |
| 2019 | Estoy aqui - Shakira               | Apresentação Vocal Dimmer Concertos – Sandro Sabbas    |
| 2020 | Vida de Fases                      | Intérprete trilha sonora da série Floresta Wicket      |

## Filmografia

### Televisão
| Ano       | Título             | Personagem/Nota                    |
| --------- | ------------------ | ---------------------------------- |
| 2018      | Programa Raul Gil  | Quadro Festival Infantil de Cinema |
| 2019      | Programa Bia na TV | Clarah – Arquiteta Mirim           |
| 2019-2020 | Floresta Week      | Manuela                            |
| 2021      | The Voice Kids     | Clarah Passos                      |

## Websérie
| Ano  | Título                         | Personagem |
| ---- | ------------------------------ | ---------- |
| 2019 | A Fuga – 2ª Temporada          | Renata     |
| 2020 | E agora? Papai e Mamãe sumiram | Marina     |
| 2021 | Ponto Fraco                    | Letícia    |
| 2021 | Curta-Metragem Ameaça Virtual  | Luíza      |
| 2021 | “Geração Z” – Episódio 4       | Manuela    |

## Online
| Ano  | Título                        | Nota                                                                 |
| ---- | ----------------------------- | -------------------------------------------------------------------- |
| 2020 | Caixa de Perguntas da Clarah  | Série de lives de entrevista com personagens do meio artístico       |
| 2020 | Monologados                   | Entre as paredes de um confinamento jovens talentos contam histórias |
| 2020 | Defeito em Casa               | Esquetes sobre a vida na quarentena                                  |
| 2020 | E o quiproquó com isso?       | Mostra de Comédia pelo Youtube                                       |
| 2020 | Quarentenado 1                | Espetáculo Broadway em Revista                                       |
| 2020 | Hamilton                      | Videoclipe                                                           |
| 2020 | Toc Toc                       | Espetáculo online                                                    |
| 2020 | Quarentenado 2                | Espetáculo Broadway em Revista                                       |
| 2021 | Canal E o quiproquó com isso? | Participação no canal de humor                                       |

## Locução
| Ano  | Nota                                                         |
| ---- | ------------------------------------------------------------ |
| 2019 | Campanha de Aleitamento materno do Ministério da Saúde       |
| 2021 | Dublagem da coleção de livros Diário de Uma Garota Como Você |

## Projetos Sociais
| Ano  | Título               | Nota                                                                           |
| ---- | -------------------- | ------------------------------------------------------------------------------ |
| 2020 | Carnaval no céu      | Evento social                                                                  |
| 2020 | Contos de Natal      | Espetáculo social apresentado junto com os voluntários do Artistinha Solidário |
| 2020 | Artistinha Solidário | Campanha Solidária                                                             |